# (3337) Miloš
(3337) Miloš est un astéroïde de la ceinture principale.

## Découverte
(3337) Miloš est découvert le 26 octobre 1971 par l'astronome tchèque Luboš Kohoutek, depuis l'observatoire de Hambourg. L'astéroïde est nommé en l'honneur d'un autre astronome tchèque, Miloš Tichý.

## Période orbitale
La période orbitale de l'astéroïde est d'environ 1 752 jours, soit quatre ans et un peu plus de neuf mois.